# La Melusa
La Melusa es una localidad española perteneciente al municipio de Tamarite de Litera, en la Litera, provincia de Huesca, Aragón.
Actualmente, el núcleo pertenece a la Confederación Hidrográfica del Ebro.
Cuenta con 4 habitantes (INE, 2020).

## Edificios más importantes
- La Iglesia de San Isidro Labrador
- La Cruz de Santa Ana
- Estación de Ferrocarril de Tamarite-Altorricón (actualmente sin servicio)
- La Escuela de San Isidro La Melusa (actualmente cerrada)

## Fiestas patronales
15 de mayo: Fiesta de San Isidro Labrador: Se celebra una comida de la hermandad con los vecinos de La Melusa y las torres de alrededor.